# 1984年ロサンゼルスオリンピックのナイジェリア選手団
1984年ロサンゼルスオリンピックのナイジェリア選手団（1984ねんロサンゼルスオリンピックのナイジェリアせんしゅだん）は、1984年7月28日から8月12日にかけてアメリカ合衆国のロサンゼルスで開催された1984年ロサンゼルスオリンピックのナイジェリア選手団、およびその競技結果。

## 概要
今大会は銀メダル1個、銅メダル1個の合計2個のメダルを獲得した。

## メダル
| メダル | 選手名                                                                            | 競技       | 種目             |
| ------ | --------------------------------------------------------------------------------- | ---------- | ---------------- |
| 銀     | ピーター・コンイェワチー                                                          | ボクシング | 男子フェザー級   |
| 銅     | サンデー・ウティ モーゼス・ウブシエン ロティミ・ピータース イノセント・エグブニケ | 陸上       | 男子4×400mリレー |